# Atribacter
Genre
Atribacter est un genre de bactéries de la famille des Atribacteraceae.

## Historique
La souche type de ce genre Atribacter est isolée au large du Japon à partir d'un mélange de sédiments et d'eau prélevés de sédiments profonds d'un aquifère salin comprenant du gaz naturel.

## Description
Les bactéries du genre Atribacter sont gram négatives et anaérobies stricts. Elles ne formant pas de spores, sont en forme de bacilles et parfois aussi plus ovoïde avec des extrémités plus pointues. Leurs dimensions caractéristiques sont de 0,6 à 0,8 μm de large et de 1,3 à 1,8 μm de long. Contrairement à la plupart des bactéries gram négatives, les Atribacter possèdent trois bicouches lipidiques.
En culture, ces bactéries forment des colonies brun clair, circulaires et convexes. La croissance de ces bactéries est optimale à 45 °C, pH 7.3 et avec une salinité de 0,1 M mais elle peut se produire aussi dans des intervalles de 20 à 50 °C, pH de 6,4 à 8,2 et 0,01 M à 0,6 M. La culture de des bactéries de ce genre nécessite la présence d'extrait de levure tandis que la peptone et les acides casaminés ne la stimulent pas. Cette culture peut aussi être améliorée avec un méthanogène piégeur d'hydrogène.
La croissance est possible avec les sucres suivants :  cellobiose, fructose, galactose, glucose, mannitol, mannose, pectine, raffinose, rhamnose, saccharose, sorbitol, xylose. La dégradation du glucose produit de l'acétate, de l'hydrogène et du dioxyde de carbone. Atribacter laminatus n'utilise pas les sucres suivants : amidon, arabinose, cellulose, gélatine, lactose, maltose, mélibiose, ribose, tréhalose.
La respiration anaérobie n'est pas observée avec le nitrate, le sulfate ou l'ion Fe(III).
Le pourcentage en bases GC de l'ADN est de 38,69 %.

## Taxonomie
Le nom correct complet (avec auteur) de ce taxon est Atribacter Katayama et al. 2021.
L'espèce type est : Atribacter laminatus Katayama et al. 2021,.

### Étymologie
L'étymologie de ce genre est la suivante : A.tri.bac’ter. L. masc. adj. ater, noir; N.L. masc. n. bacter, un bacille; N.L. masc. n. Atribacter, une bactérie noire, appartenant au nom de phylum “Ca. Atribacteria” original.

### Liste des espèces
Selon la base taxonomique LPSN :
- Atribacter laminatus Katayama et al. 2021[1]